# Denis Halilović
Denis Halilović (* 2. März 1986 in Slovenj Gradec) ist ein ehemaliger slowenischer Fußballspieler.

## Karriere

### Verein
Halilović begann seine Karriere beim NK Rudar Velenje. Für Velenje debütierte er im Juni 2003 in der 1. SNL, als er am 33. Spieltag der Saison 2002/03 gegen den NK Šmartno in der Startelf stand. Zu Saisonende musste er mit dem Verein in die 2. SNL absteigen. 2005 stieg er mit Rudar Velenje wieder in die höchste slowenische Spielklasse auf.
Nachdem der Verein wieder abgestiegen war, wechselte er zur Saison 2006/07 zum Erstligisten NK Celje. Für Celje absolvierte er in zwei Saisonen 26 Ligaspiele, in denen er zwei Tore erzielte.
2008 schloss er sich dem Ligakonkurrenten NK Drava Ptuj an. Im Frühjahr 2009 wechselte er nach Russland zu Saturn Ramenskoje. Im Sommer 2010 wurde er in die Niederlande an Willem II Tilburg verliehen. Nach dem Ende der Leihe wechselte er 2011 nach Bulgarien zu ZSKA Sofia. Nachdem er für ZSKA nur auf zwei Einsätze in der A Grupa gekommen war, kehrte er im Januar 2012 nach Slowenien zurück, wo er sich dem NK Domžale anschloss.
2013 schloss er sich dem FC Koper an. Dort gewann er zwar 2015 den nationalen Pokal, verließ im folgenden Oktober aber den Verein.
Im Januar 2016 wechselte Halilović zum japanischen Zweitligisten Yokohama FC. Nach sechs Spielen in der J2 League kehrte er im Sommer 2016 zum NK Domžale zurück. Nach der Saison 2016/17 verließ er Domžale.
In der Winterpause der Saison 2017/18 wechselte er zum österreichischen Regionalligisten SK Austria Klagenfurt. Mit Klagenfurt konnte er zu Saisonende in die 2. Liga aufsteigen. Nach dem Aufstieg verließ er Klagenfurt.
Im August 2018 kehrte er nach Slowenien zurück und schloss sich dem Zweitligisten NK Fužinar an. Eine letzte Saison absolvierte Halilović beim Drittligisten NK Šmartno.

### Nationalmannschaft
Im Dezember 2004 debütierte Halilović gegen Italien für die slowenische U-20-Mannschaft. Sein einziges Spiel für die U-21-Auswahl absolvierte er im März 2006 gegen Bosnien und Herzegowina.

## Erfolge
- Slowenischer Pokalsieger: 2015